# Calixto Avena
Calixto Avena Casas (San Antero, 18 de octubre de 1943-Lorica de ascendencia italiana, 21 de enero de 2021) fue un futbolista colombiano que jugó en la posición de guardameta.

## Carrera
Avena debutó como profesional en Millonarios Fútbol Club en 1963. Con el equipo capitalino logró consagrarse campeón de la liga profesional colombiana en dos oportunidades. En 1965 fue contratado por el Junior de Barranquilla, club al que perteneció hasta 1970. Hizo parte del seleccionado de fútbol de Colombia en la eliminatoria para el Mundial de Inglaterra 1966, disputando los partidos ante las selecciones de Ecuador y Chile.

## Fallecimiento
Avena falleció el 21 de enero de 2021 en la ciudad de Santa Cruz de Lorica, Córdoba. El 20 de diciembre de 2020 ingresó en una clínica luego de contraer COVID-19, y aunque en un primer momento logró superar la enfermedad, sus secuelas le causaron una neumonía que le quitó la vida. Tenía setenta y siete años.

## Clubes
| Club                   | País     | Año         |
| ---------------------- | -------- | ----------- |
| Millonarios            | Colombia | 1963 - 1964 |
| Junior de Barranquilla | Colombia | 1966 - 1970 |

## Palmarés

### Campeonatos nacionales
| Título              | Club        | País     | Año  |
| ------------------- | ----------- | -------- | ---- |
| Categoría Primera A | Millonarios | Colombia | 1963 |
| Categoría Primera A | Millonarios | Colombia | 1964 |